# William King (médecin)
Pour les articles homonymes, voir William King et King.
William King (17 avril 1786 - 19 octobre 1865) était un médecin et philanthrope britannique de Brighton. Il est connu pour être un pionnier du mouvement coopératif.
William King a créé un magasin coopératif à Brighton. En 1828, il lança un journal, The Cooperator, pour promouvoir ses idées. Bien que le journal n'ait paru que deux à trois ans, il a connu un certain succès et a circulé dans les cercles des pionniers du mouvement coopératif. Le journal donna une base philosophique et pratique aux divers groupements coopératifs.